# Попова, Ольга Сигизмундовна
О́льга Сигизму́ндовна Попо́ва (урождённая Витлина; 13 июля 1938, Москва, Бутырская тюрьма — 16 января 2020, Москва) — ведущий советский и российский искусствовед, специализировавшийся на византийском и древнерусском искусстве. 
Доктор искусствоведения, профессор, профессор отделения истории искусства исторического факультета МГУ. «Её статьи и книги стали большим вкладом в мировую науку, а лекции и семинары в Московском университете — значительным этапом в формировании многих поколений искусствоведов».

## Очерк биографии и научной деятельности
Мать — Ядвига Антоновна Романовская (1907—1977), филолог, однако из-за того, что она была по национальности полькой, — ей было невозможно устроиться работать по специальности. Отец — Сигизмунд Озьяшевич Витлин (1904—1941), уроженец Лемберга, журналист, комиссар 3-й интернациональной бригады в Испании, погиб в 1941 году на фронте под Ельней.
Окончила отделение истории и теории искусства исторического факультета МГУ (1960), ученица В. Н. Лазарева. Темой диплома были фрески Старой Ладоги. С 1960 по 1965 год работала в Отделе рукописей Библиотеки имени Ленина.
Вначале занималась только древнерусским искусством, поскольку изучение византийского в 1950-е годы не приветствовалось. В своём интервью Попова рассказывает: «…я ушла обратно в университет, когда меня позвал мой учитель Виктор Никитич Лазарев. На дворе был 1965 год, и уже можно было поступать в аспирантуру по выбранной моей теме. Чисто византийскую тему взять было все ещё нельзя. Вот древнерусскую — другое дело (…) Виктор Никитич оставил меня в университете. Это было трудно сделать, но он добился. Он расширил курс византийского искусства, сделал его многочасовым, семестровым. И с тех пор моя заинтересованность в древнерусском искусстве становилась все меньше, а византийском — возрастала».
Попова вспоминает: «А потом Виктор Никитич, который вообще очень много для меня сделал, создал курс византийского искусства. Раньше Византия была в виде нескольких лекций, которые читал член-референт ЦК партии Полевой. А Виктор Никитич создал большой семестровый курс византийского искусства и оставил меня в университете этот курс читать. И это повернуло меня, мой корабль, мой парус из Древней Руси в сторону центра, в сторону Византии. Я в некотором роде эмигрировала из Древней Руси в Константинополь. И очень этим довольна. Я сама византийская по натуре, я центральная, я люблю столичное византийское искусство в его самых высоких вариантах».
Окончила аспирантуру на кафедре всеобщей истории искусства исторического факультета МГУ (1968), после чего стала её преподавателем. В 1973 году защитила кандидатскую диссертацию «Искусство Новгорода и Москвы 1-й половины XIV века, его связи с Византией». Ассистент (до 1976), доцент (с 1976 до 2005), профессор (2005). В 2004 году защитила докторскую диссертацию «Византийские и древнерусские миниатюры». 
С 1971 по 1974 годы параллельно с преподаванием в университете работала также в Институте славяноведения и балканистики АН СССР, в секторе истории Средних веков.
С 2002 года являлась заведующей отделом истории византийского искусства в Государственном институте искусствознания.
Издала шесть книг, а также более 100 научных статей. Кроме России, печаталась в Греции, Италии, США, Дании, Бельгии, Германии, Югославии, Болгарии. Многократно выступала с докладами на конференциях и конгрессах, российских и международных, в России, в Америке и в разных странах Европы. Основные интересующие проблемы: аскетическое направление в византийском искусстве разных периодов; типология образов византийского искусства как отражение различных вариантов религиозного сознания; переходные художественные процессы в византийском искусстве разных периодов. Основные темы: история византийского искусства IX—XII веков по миниатюрам греческих рукописей; искусство Киевской Руси XI — начала XII века. Основной метод исследования — стилистический анализ.

Ольга Сигизмундовна пишет очень интересно — это профессионал высочайшего уровня. Но главное — она умеет ВИДЕТЬ икону, ВИДЕТЬ византийское и русское искусство. В своих научных исследованиях она и передает то, что ВИДИТ — глубоко, затрагивая самую суть. Дух её исследований — это всегда нечто потрясающее. Настоящая проповедь. От её книг я просто загорелся иконописью, как клок сена от спички (Александр Лавданский).

С 1978 года состояла членом комиссии по искусству при Международной ассоциации византинистов. В 1998 году была избрана почётным членом Христианского археологического общества Греции (Christian Archaeological Society, Greece). Являлась постоянным членом редакционной коллегии ежегодника «Византийский временник». В 2003 году получила звание заслуженного преподавателя МГУ, в 2009 году награждена премией имени Ломоносова.

Тогда же возрождалась связь с искусствоведами, многие учились понимать иконопись на работах Ольги Сигизмундовны Поповой. Мне Бог тоже подарил встречу с ней. Она была моим учителем в МГУ, я писала у неё диплом. Именно она показала мне подлинную глубину иконы. Мы ей все благодарны. К ней на лекции всегда приходили и художники, и иконописцы, и просто люди, интересующиеся православной культурой. Благодаря её работам, художники, вслед за искусствоведами, пытались именно вникнуть в икону.

Одна из авторов «Большой Российской энциклопедии».
В 2008 году был опубликован «Образ Византии. Сборник статей в честь О. С. Поповой», где имеется биографическая статья о ней. В 2010—2020 годах — постоянный куратор международной конференции «Актуальные проблемы теории и истории искусства».
Скончалась 16 января 2020 года на 82-м году жизни. Отпевание прошло 19 января в храме Софии Премудрости Божией в Средних Садовниках. Прах захоронен на Химкинском кладбище.
27—29 сентября 2023 года в Государственном институте искусствознания состоялась Международная научная конференция в честь профессора Ольги Сигизмундовны Поповой (1938—2020).

## Семья
Муж — Юрий Николаевич Попов (род. 1938) филолог-германист, переводчик, ведущий российский философ-энциклопедист.

## Научные труды

### Монографии
- Les miniatures russes du XIe au XVe siècle. — [Leningrad: Aurora, 1975]. — 170 с. На французском языке с английскими аннотациями.
- Искусство Новгорода и Москвы первой половины четырнадцатого века: Его связи с Византией. — М.: Искусство, 1980. — 254 с. — 25000 экз.
- О. Попова. Н. Каплан. Russische illuminierte Handschriften. Leningrad, 1984 (Русские художественные промыслы). Тираж 100000 экз.
- Russian Illuminated Manuscripts / Transl. from the Russ. by Kathleen Cook et al. — London: Thames and Hudson, 1984. — 30 p. ISBN 0-500-27310-3 / ISBN 978-0-500-27310-4
- Die Fülle des Lichtes. Ikonen aus Byzanz. Milano, 1994.
- Аскеза и Преображение. Образы византийского и русского искусства XIV века. Милан, 1994.
- Смирнова Э. С., Попова О. С., Вичини А. Armonie del Paradiso (San Sergio e Rublev). Milano, 1994.
- В соавторстве. История русского искусства в 22 томах. Т. 1. Москва, 2007. 664 стр. ISBN 978-5-94431-249-5. Тираж 2000 экз.
- Коллектив авторов. История иконописи. Истоки. Традиции. Современность. VI—XX века. — М.: АРТ-БМБ, 2002. — 288 с. ISBN 5-901721-12-8. Переиздание — A History of Icon Painting (Grand-Holdings, 2005)
- Византийские и древнерусские миниатюры. — М.: Индрик, 2003. — 334 с., [124] л. ил. ISBN 5-85759-233-X, 9785857592335, 334 с. Тираж 1000 экз.
- Проблемы византийского искусства: Мозаики, фрески, иконы. — М.: Северный паломник, 2006. — 1086, [1] с. ISBN 5-94431-184-3, 1088 с. Тираж 2000 экз.
- Попова О. С., Захарова А. В., Орецкая И. А. Византийская миниатюра второй половины X — начала XII века. — М.: Гамма-Пресс, 2012. — 468 с. ISBN 978-5-9612-0032-4, 468 с.
- Пути византийского искусства. — М.: Гамма-Пресс, 2013. — 458, [1] с. ISBN 978-5-9612-0042-3, 460 с. Тираж 670 экз.
- Попова О. С., Сарабьянов В. Д. Мозаики и фрески Святой Софии Киевской. — М.: Гамма-Пресс, 2017. — 504 с., 405 ил. ISBN 978-5-9612-0059-1

### Статьи
- Новгородские миниатюры и второе южнославянское влияние // Древнерусское искусство. Художественная культура Новгорода. М., 1968.
- Галицко-волынские миниатюры раннего XIII века (к вопросу о взаимоотношении русского и византийского искусства) // Древнерусское искусство. Художественная культура домонгольской Руси. М., 1972.
- Свет в византийском и русском искусстве XII—XIV веков // Советское искусствознание’77, вып.1. М., 1978.
- Изобразительное искусство Византии // Культура Византии второй половины IV—VII вв. М., 1984.
- Греческая иллюстрированная рукопись второй четверти XIV в. из Венской Национальной библиотеки (Theol. Gr. 300) // Мир Александра Каждана. К 80-летию со дня рождения. СПб., 2003.
- Аскетическое направление в византийском искусстве второй четверти XI в. и его дальнейшая судьба // Византийский мир: искусство Константинополя и национальные традиции. К 2000-летию христианства. М., 2005.
- Le illustrazioni dei manoscritti antico-russi // Lo spazio letterario del medioevo. 3. Le culture circostanti. Vol.3. Le culture slave. A cura di M.Capaldo. Roma, 2006.
- Мозаики Осиос Лукас и Софии Киевской // София. Сборник трудов в честь А. И. Комеча. М., 2006.
- Миниатюры Изборника Святослава 1073 г. и византийское искусство третьей четверти XI в. // От Царьграда до Белого моря. Сборник статей по средневековому искусству в честь Э. С. Смирновой. М., 2007.
- Образ и стиль в мозаиках Софии Киевской // Византия в контексте мировой культуры. К 100-летию со дня рождения Алисы Владимировны Банк. Материалы конференции. СПб, 2008.
- Святой Софии Храм : [арх. 9 декабря 2022] / Попова О. С. // Румыния — Сен-Жан-де-Люз [Электронный ресурс]. — 2015. — С. 573—574. — (Большая российская энциклопедия : [в 35 т.] / гл. ред. Ю. С. Осипов ; 2004—2017, т. 29). — ISBN 978-5-85270-366-8.